# Bogusław Bosak
Bogusław Bosak (Krosno; 6 de Julho de 1968) é um político da Polónia. Ele foi eleito para a Sejm em 25 de Setembro de 2005 com 2607 votos em 13 no distrito de Cracóvia, candidato pelas listas do partido Prawo i Sprawiedliwość.